# Sparianthis beebei
Sparianthis beebei – gatunek pająków z rodziny spachaczowatych i podrodziny Sparianthinae.

## Taksonomia
Gatunek ten opisany został po raz pierwszy w 2020 roku przez Cristinę A. Rheims na łamach „Zootaxa”. Jako miejsce typowe wskazano William Beebe Tropical Research Station w Simli w gminie Arima w Trynidadzie i Tobago. Epitet gatunkowy nadano na cześć przyrodnika Charlesa Williama Beebe.

## Morfologia
Holotypowy samiec ma ciało długości 6,4 mm przy prosomie długości 2,9 mm i szerokości 2,5 mm, a opistosomie (odwłoku) długości 3,5 mm i szerokości 2 mm, natomiast paratypowa samica ma ciało długości 7,3 mm przy prosomie długości 2,9 mm i szerokości 2,6 mm, a opistosomie długości 4,3 mm i szerokości 2,6 mm. Karapaks samca jest brązowy z ciemnobrązową jamką i czarnymi obwódkami oczu, samicy zaś jaśniej brązowy z ciemnobrązowymi liniami za oczami tylnych par. Szczękoczułki są brązowe, nieco ciemniejsze od karapaksu, uzbrojone w trzy zęby na krawędzi przedniej i dwa ząbki na krawędzi tylnej. Warga dolna jest brązowa z jaśniejszym przodem, niewiele dłuższa niż szeroka. Zbieżne ku przodowi, jasnobrązowe szczęki cechują się gęstymi skopulami na krawędzi wewnętrznej i pojedynczym szeregiem ząbków serruli. Sternum jest dłuższe niż szerokie, żółtawobrązowe z jasnobrązowymi brzegami. Odnóża są brązowe. U samca kolejność ich par od najdłuższej do najkrótszej to: II, I, IV, III, u samca zaś: IV, II, I, III. Trzecia i czwarta para ma po brzusznych stronach odsiebnych części nadstopii grzebyki do wyczesywania. Skopule znajdują się na przednich połowach nadstopii i stopach wszystkich par. Pazurki stóp mają drobne, lekko zakrzywione ząbki. Opistosoma jest szarawokremowa, u samca z wierzchu z brązowoszarymi, podłużnymi, nieregularnymi znakami po bokach i jasnoszarymi paskami wzdłuż znaku w kształcie serca.
Nogogłaszczki samca mają apofizę retrolateralną goleni z trzema gałęziami, z których środkowa jest sierpowata i wyrasta u podstawy gałęzi grzbietowej. Kolce prolateralne goleni są długie, dłuższe niż dziesięciokrotność jej średnicy. Aparat kopulacyjny cechuje się ponadto zaopatrzonym w guzek tylno-proksymalny tegulum, szerokim, kilowatym wyrostkiem tegularnym u nasady konduktora, wyrostkiem tegularnym u nasady emolusa z dystalną odnogą w kształcie rybiego ogona oraz smukły, pozbawionym wyrostków embolusem zakrzywionym brzuszno-dosiebnie na odsiebnej krawędzi alweolusa.
Genitalia samicy mają prostokątne, dłuższe niż szerokie pole epigynalne z lekko odgiętą bruzdą przednią, podzielone osiągającymi bruzdę przednią bruzdami bocznymi na płaty boczne oraz sięgającą ku tyłowi za bruzdę epigastryczną, co najmniej dwukrotnie dłuższą niż szeroką, w tylnej ćwiartce przewężoną i na tylnej krawędzi zaokrągloną przegrodę środkową. Wulwa ma dwukrotnie cieńsze niż okrągłe spermateki przewody wewnętrzne oraz wyrastające na pierwszym zakręcie przewodów wyrostki gruczołowe.

## Rozprzestrzenienie
Pająk neotropikalny, endemiczny dla Trynidadu i Tobago, znany wyłącznie z lokalizacji typowej.